# Tau1 d'Àries
Per altres sistemes d'estrelles amb aquesta designació de Bayer, vegeu Tau Arietis.
Tau¹ d'Àries (τ¹ Arietis) és un sistema estel·lar triple de la constel·lació d'Àries. Està aproximadament a 462 anys llum de la Terra.
La component primària, τ¹ Arietis A, és una binària eclipsant classificada com a subgegant blanca-blava del tipus B. Les dues components són de la magnitud aparent +5,4 i +7,9 i estan separades 0,15 segons d'arc. A 0,67 segons d'arc d'A hi trobam τ¹ Arietis B, que és de la magnitud aparent +8,4. La magnitud combinada mitjana del sistema és +5,27, però degut als eclipses de les components, la lluentor varia de la magnitud +5,26 a +5,32.